# Nephrodium spinulosum
Nephrodium spinulosum là một loài dương xỉ trong họ Dryopteridaceae. Loài này được Strempel mô tả khoa học đầu tiên năm 1822.
Danh pháp khoa học của loài này chưa được làm sáng tỏ. 